# Renault Scénic
« Scénic » redirige ici. Pour l’article homophone, voir Scénique.
Le Renault Mégane Scénic, puis Renault Scénic, est une automobile développée par le constructeur automobile français Renault et est l'une des premières automobiles de la famille des monospaces compacts. Devancé par la Fiat 600 Multipla (1956), le Mitsubishi Space Wagon (1983) et le Mitsubishi Space Runner (1991), le Mégane Scénic est néanmoins le premier à connaître un tel succès, entraînant dans les années suivant son lancement la conception et la commercialisation de nombreux autres monospaces compacts par les constructeurs concurrents.
Quatre générations de Scénic se sont succédé depuis les années 1990. L'arrêt de sa production est un moment envisagé en 2020, face à la rivalité des SUV. Renault renouvelle finalement le Scénic sous la forme d’un crossover compact électrique à partir de 2023 avec la cinquième génération .

## Patronyme
Le nom du monospace Renault provient du concept-car de monospace compact de 1991 qui s’appelait S.C.E.N.I.C. et qui signifie, en anglais, Safety Concept Embodied in a New Innovative Car, qui peut se traduire par Concept de Sécurité Intégré dans une Nouvelle Voiture Innovante. La présence inhabituelle d'un accent aigu dans la dénomination du véhicule de série (Scénic) est un choix de Renault pour affirmer les origines françaises du véhicule afin de se démarquer de la concurrence croissante venue du Japon.

## Première génération (1996-2003)

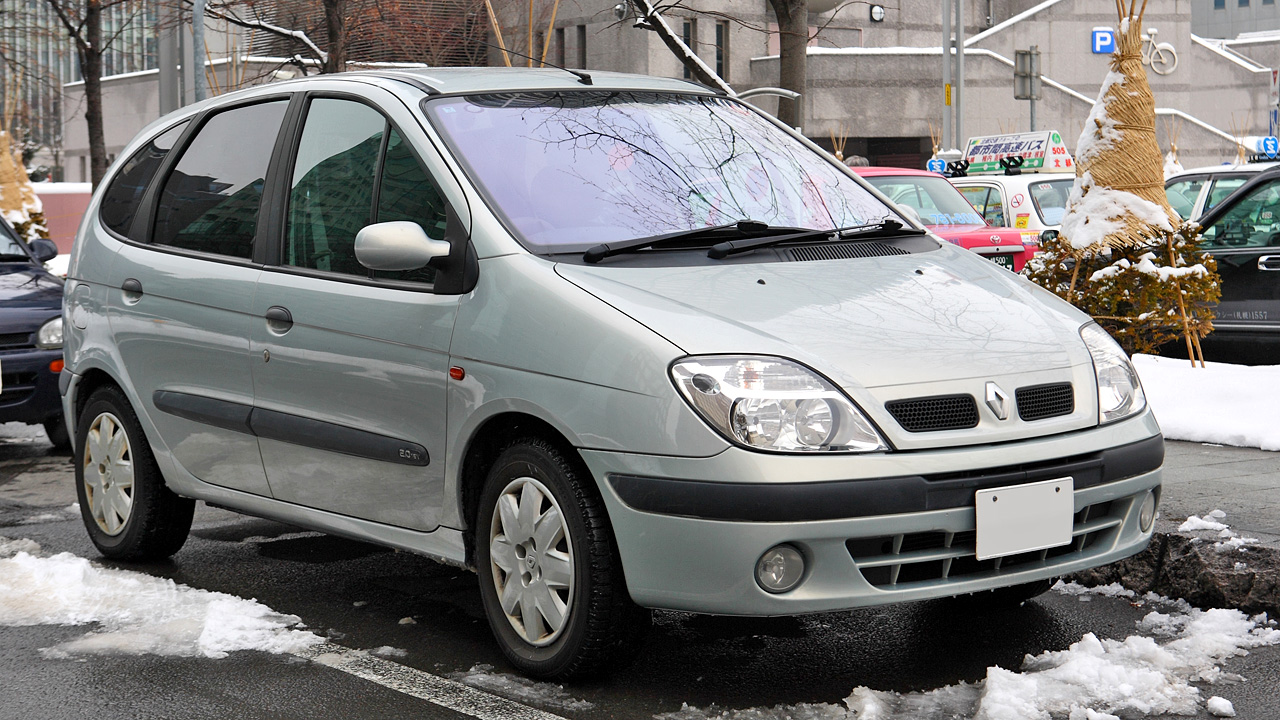
Renault Scénic I phase 2.

Nettement plus petit que son grand frère, le Renault Espace, à l'origine du concept de monospace, la première génération de Mégane Scénic est dévoilée en 1991 sous la forme d'un concept-car puis officiellement en 1995. Reposant sur la plate-forme technique de la Mégane berline apparue un an auparavant, il en reprend également le style. Le châssis, les boîtes de vitesses JB et les moteurs F sont donc dérivés des Renault 9 et 11.
Malgré des prix plus élevés que la berline, le succès est immédiat et dépasse les prévisions du constructeur, qui est obligé d'augmenter sa capacité de production. Le Mégane Scénic permet à Renault de se sortir d'une période de crise financière et de préparer sereinement la fusion avec Nissan. Nommé Voiture européenne de l'année 1997, le Mégane Scénic I sera vendu à près de 2,8 millions d'exemplaires. À partir du restylage de 1999, Scénic 1 phase 2 (nouveaux phares avant notamment), le nom « Mégane » n'apparaît plus sur le hayon mais reste inscrit sur le montant des vitres latérales arrière.

## Deuxième génération (2003-2009)

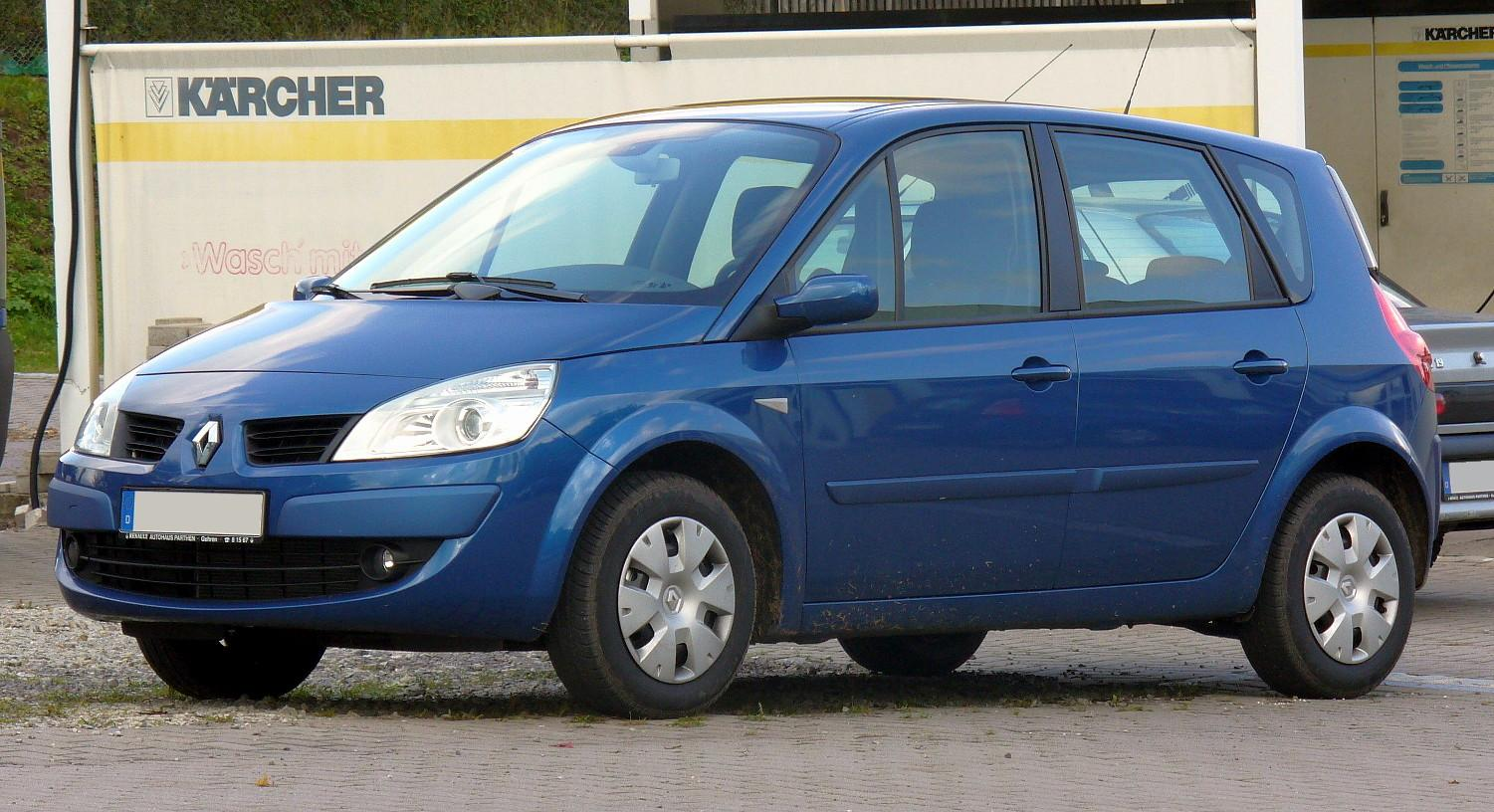
Renault Scénic II phase 2.

Restylé en 1999, le Mégane Scénic I est remplacé en 2003 par un monospace dérivé de la deuxième génération de Mégane, dénommé logiquement Scénic II. À la suite du succès de la première génération, le concept du monospace compact est largement repris par les autres constructeurs automobiles, si bien que le Scénic doit désormais faire face à une rude concurrence. À l'époque, les concurrents directs étaient le Citroën Xsara Picasso, l'Opel Zafira et autres Volkswagen Touran.
Contrairement à la précédente génération, le Scénic II est décliné en deux versions : une version courte 5 places de 4,30 m et une version longue à 5 ou 7 places (selon configuration à l'achat) de 4,50 m. À peine plus long, moins haut et beaucoup plus large, le Scénic II opte pour une silhouette plus dynamique tout en préservant l'habitabilité.
Le nom « Mégane » apparaît toujours sur le montant des vitres latérales arrière.

## Troisième génération (2009-2016)
Le Renault Scénic III, présenté en avant première en mars 2009 au Salon international de l'automobile de Genève 2009, est la troisième génération du monospace Renault. Pour répondre à la concurrence, et notamment face au Citroën C4 Picasso dont le succès ravit la première place des ventes de monospaces en France à Renault, le Scénic fait peau neuve. Sans vraiment révolutionner son design qui fit le succès des précédentes générations, il bénéficie des lignes arrondies de la Renault Mégane III.
Comme la génération précédente, il est décliné en deux carrosseries : une version courte 5 places de 4,34 m de long et une version longue de 7 places de 4,56 m de long.
Cette nouvelle génération de Scénic abandonne désormais le nom "Mégane".

Renault Scénic III
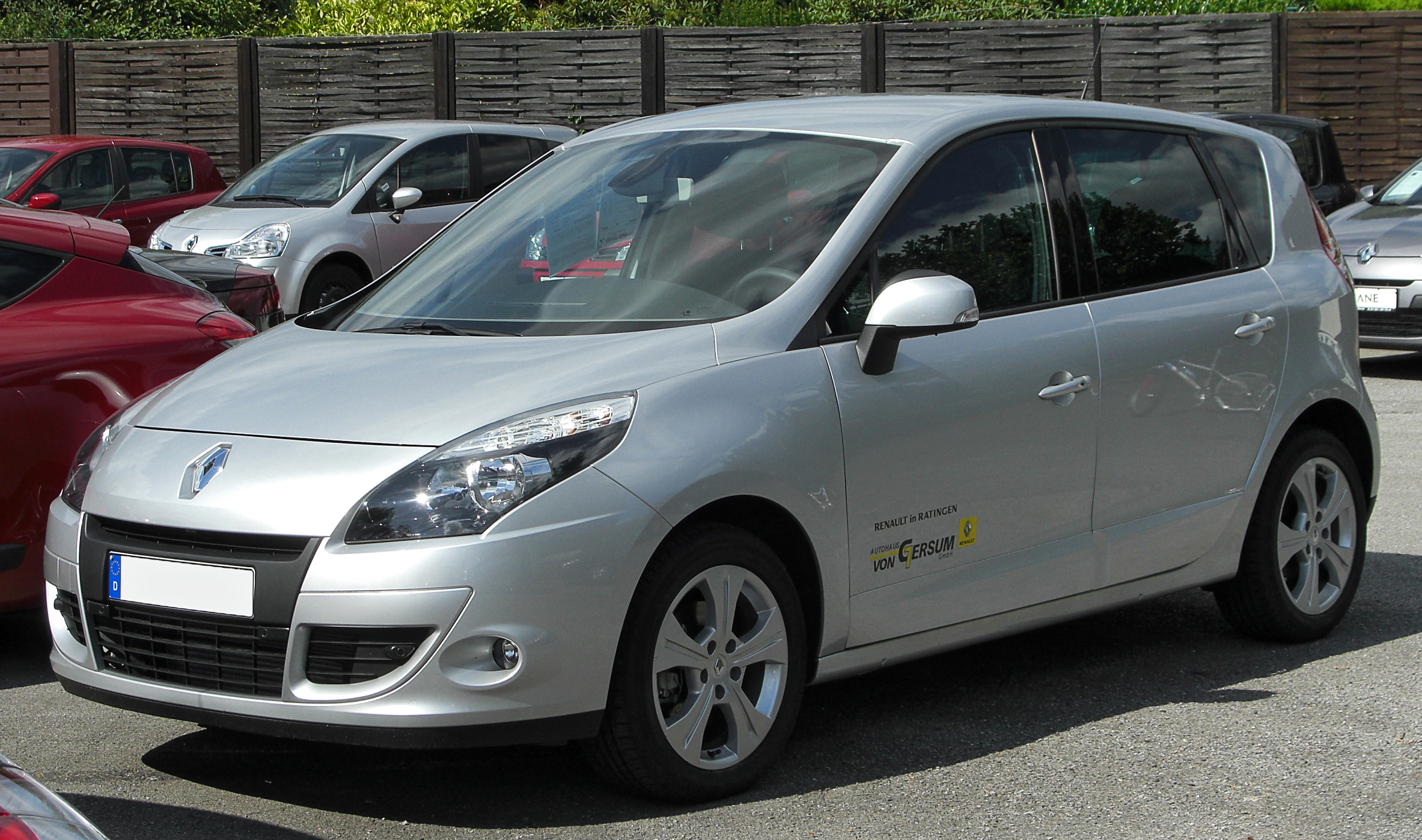
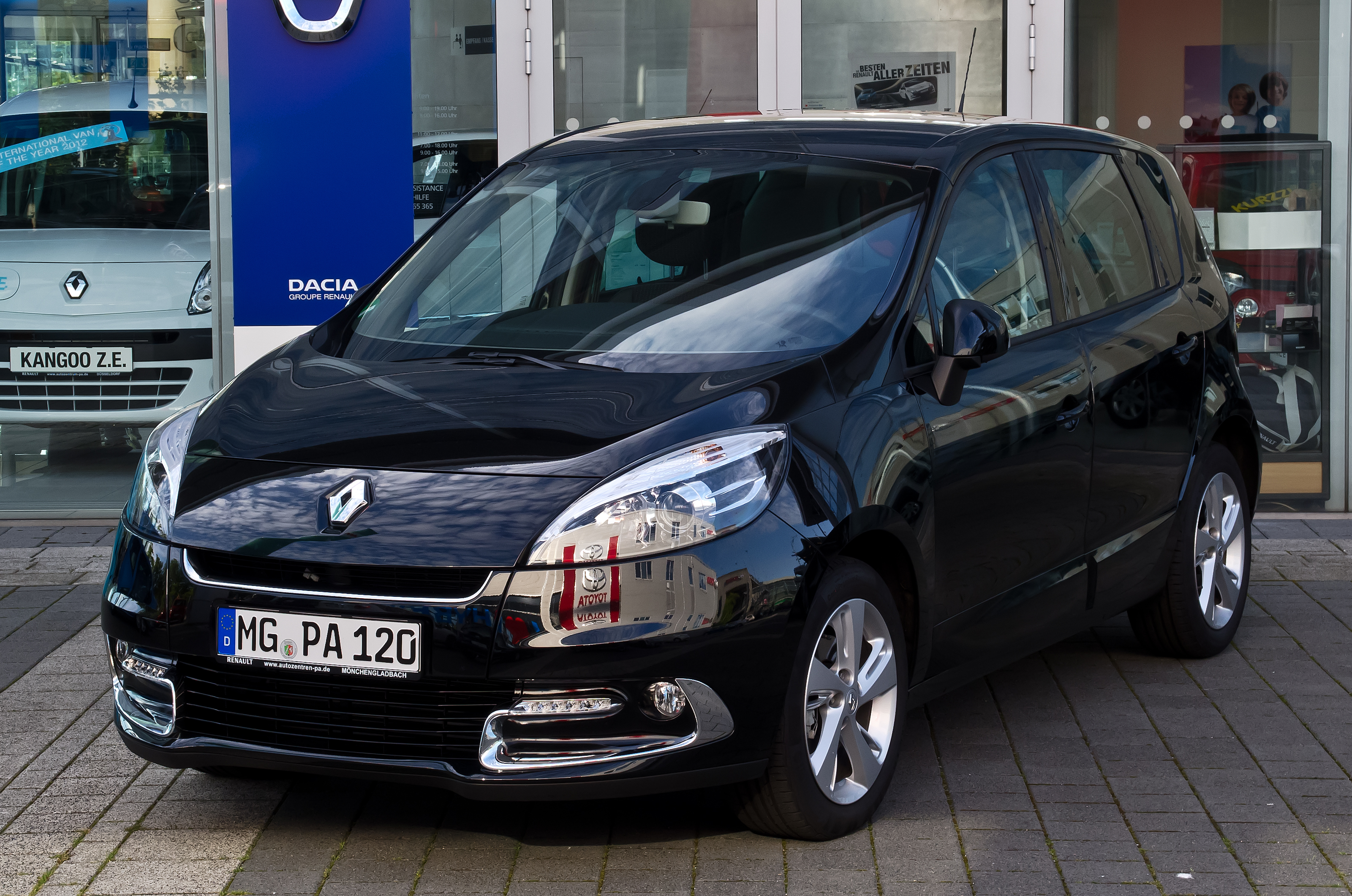
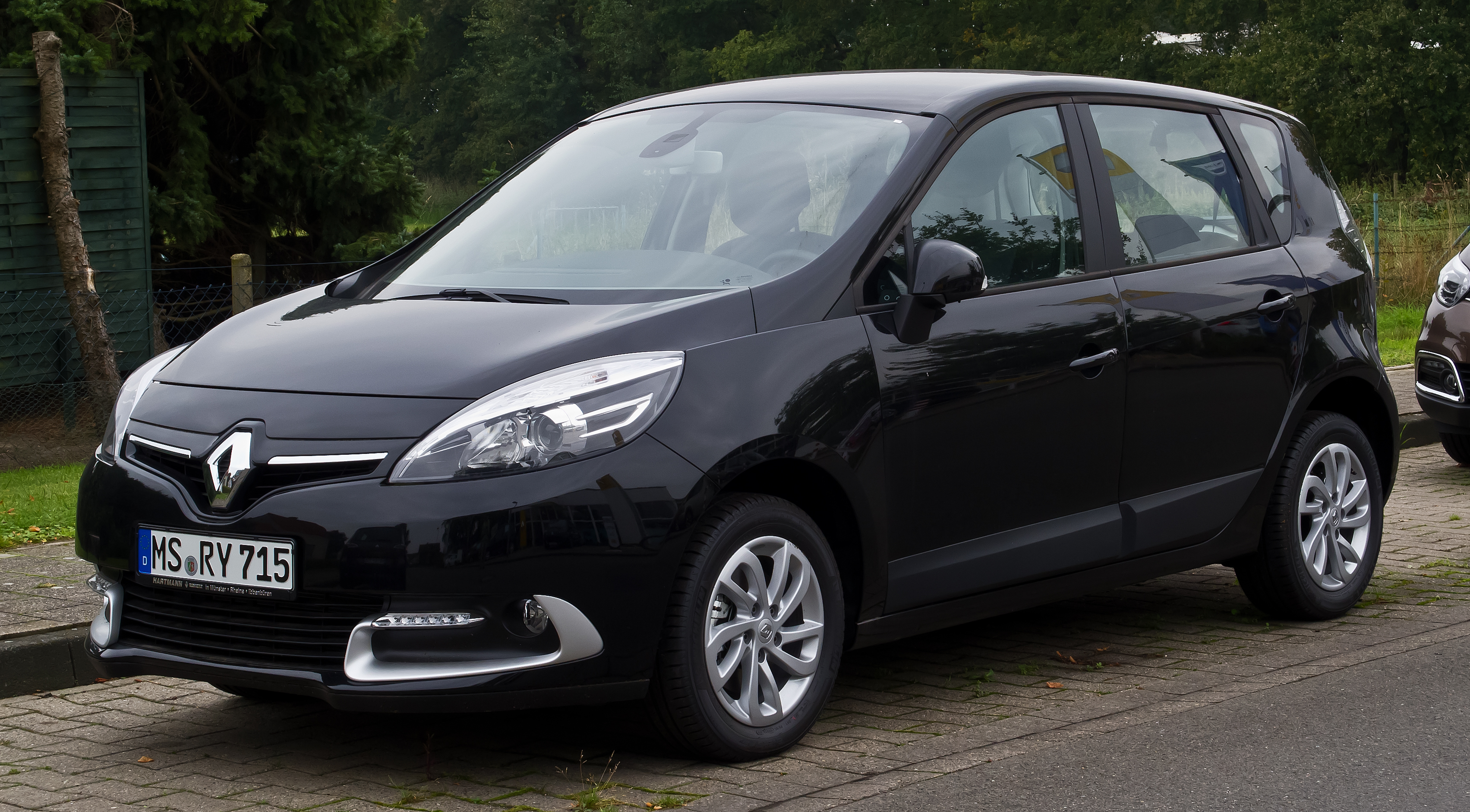

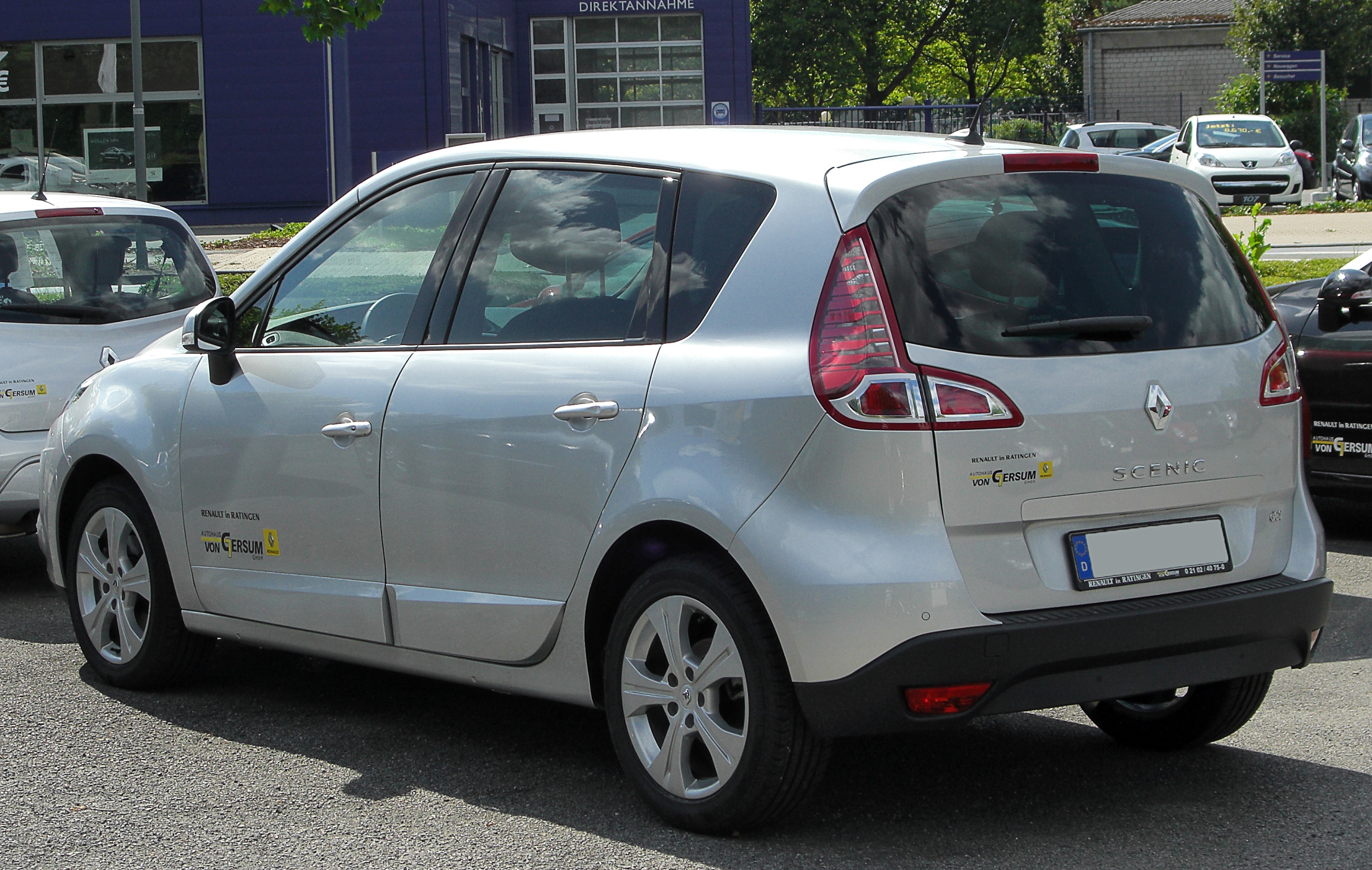
Renault Scénic III phase 1.
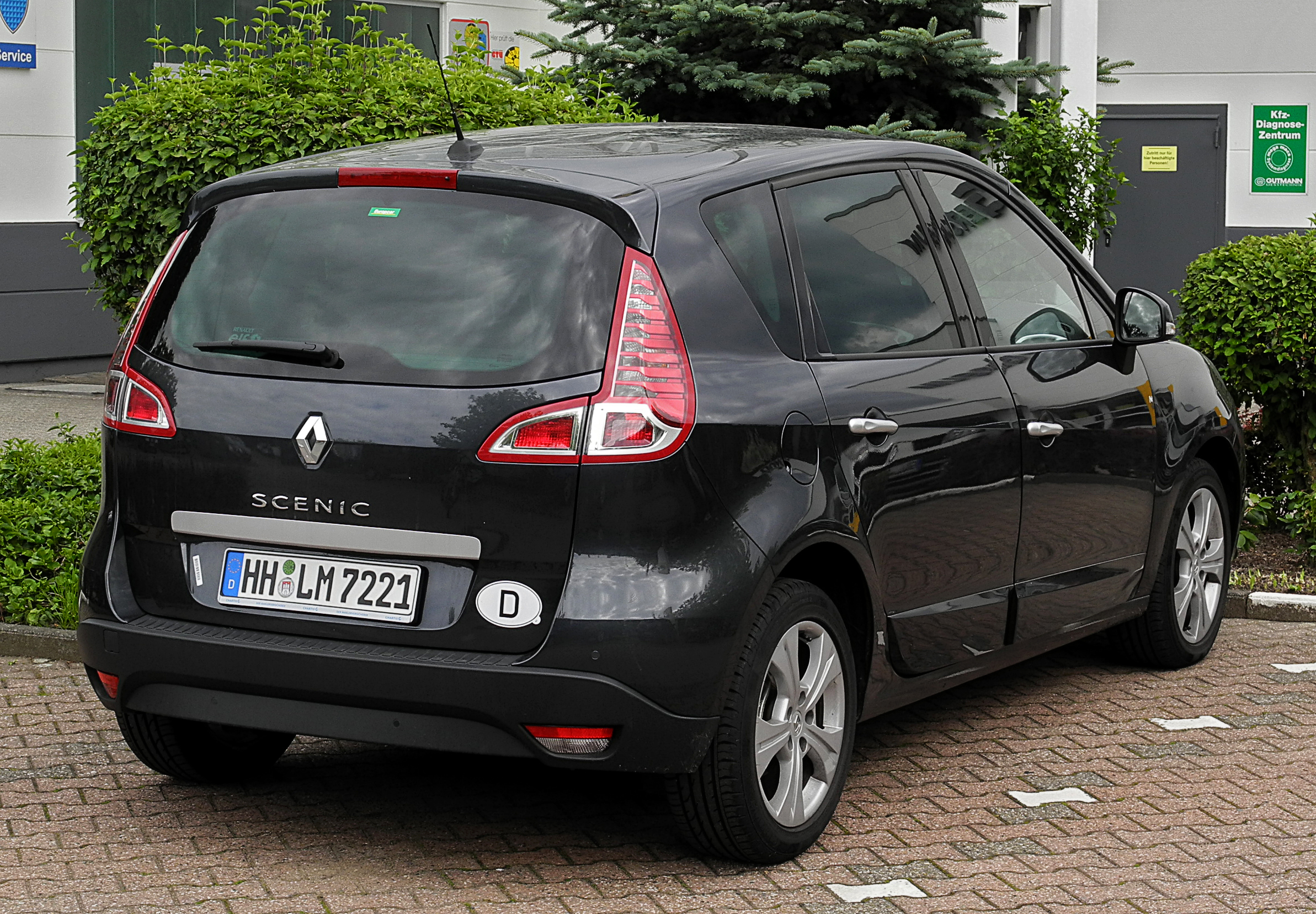
Renault Scénic III phase 2.
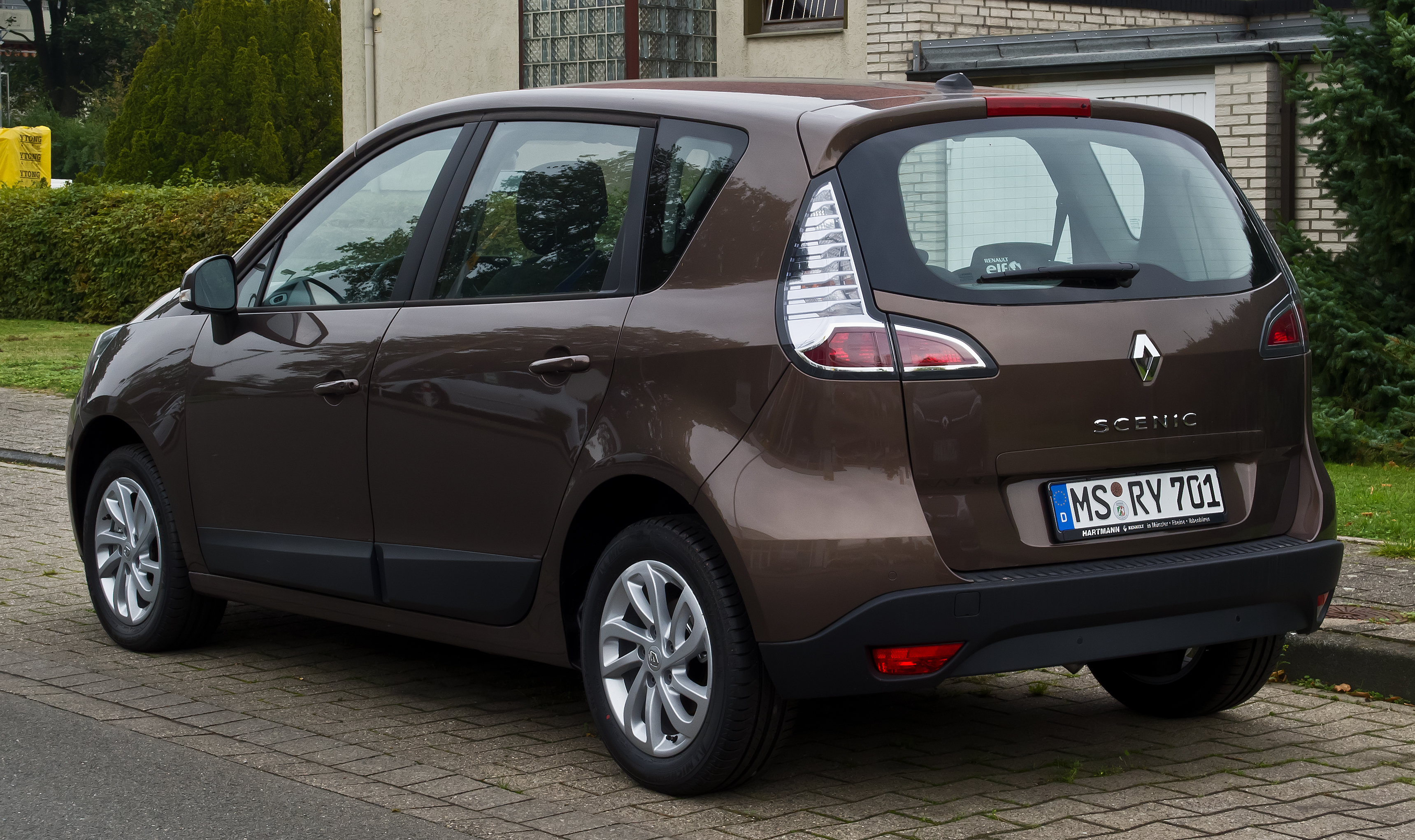
Renault Scénic III phase 3.

## Quatrième génération (2016-2023)

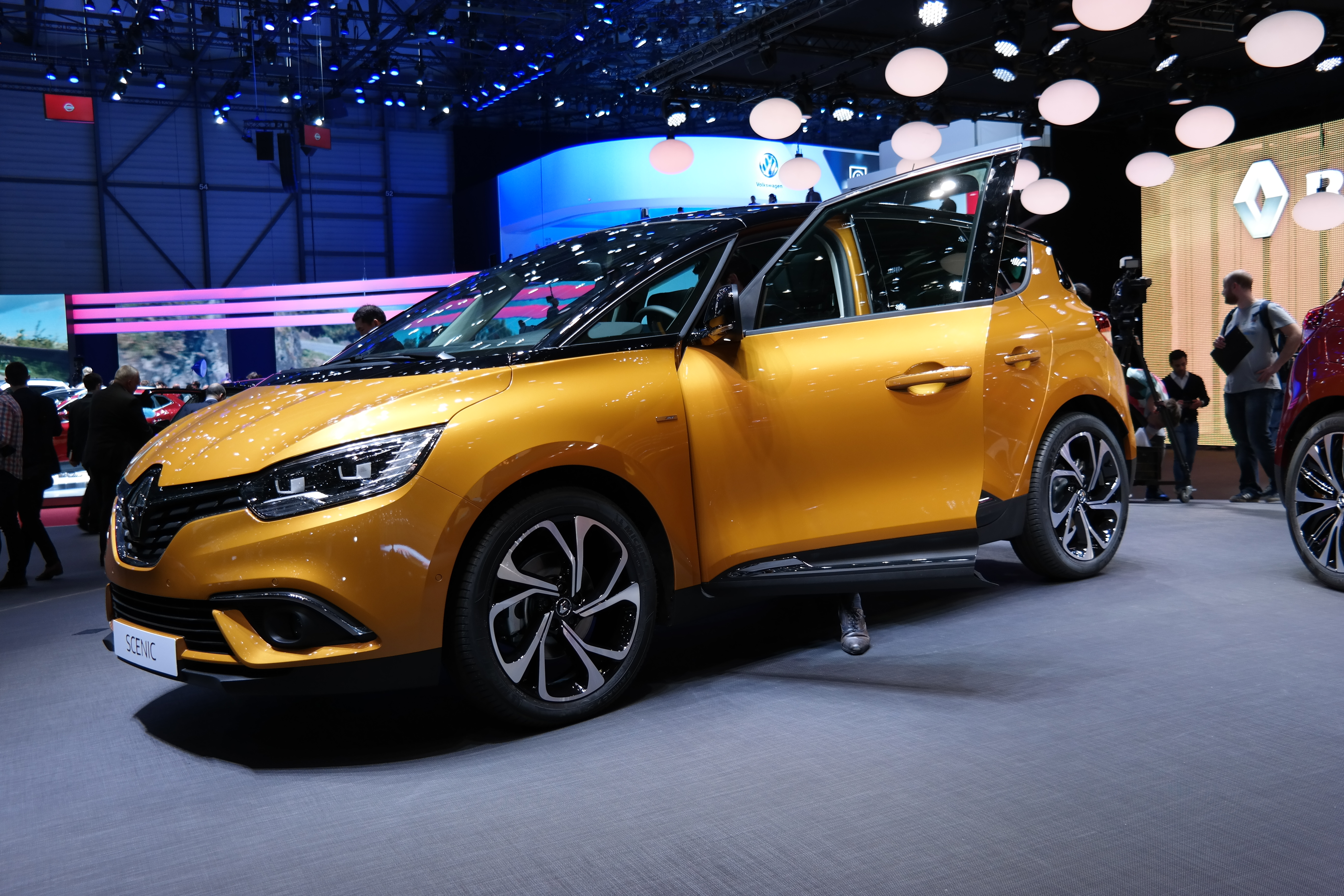
Renault Scénic IV.

Le Renault Scénic est présenté en 2016 au Salon de Genève et est inspiré du concept R-Space dévoilé en 2011. Il dérive de la Mégane IV et repose sur la plate-forme technique CMF-C utilisée par les Renault Espace V, Nissan Pulsar et Renault Kadjar. Le design évolue pour prendre en compte la concurrence des SUV et rendre le concept du monospace compact plus séduisant, notamment grâce à des jantes de 20 pouces personnalisables sur toute la gamme, une première en la matière.
Également 2 carrosseries :
- courte : 5 places de 4,40 m de long ;
- longue : 7 places de 4,63 m de long.

## Cinquième génération (2023)
En mai 2022, Renault annonce le futur Scénic V sous la forme d'un concept car. Pour cette cinquième génération, le Scénic devient un SUV 100 % électrique.
Renault produit le Scénic V dans l'usine française de Douai, aux côtés de la Megane E-tech Electric mais aussi de la future citadine électrique Renault 5.
Le 4 septembre 2023, Renault présente la 5e génération du Scénic.

### Design
Renault reprend en grande partie le design extérieur du concept car annonçant cette génération sur le modèle de série.
La présentation de la planche de bord de cette cinquième génération est issue des dernières Renault (Megane E-tech Electric, Austral…). La banquette est fractionnable en 2/3 - 1/3. La Renault Scénic V met également l'accent sur les rangements à bord.

### Caractéristiques techniques
Ainsi, le Scénic V est basé sur la plate-forme CMF-EV, déjà utilisée par la Renault Megane E-tech Electric. Deux électromoteurs sont disponibles, avec des puissances de 150 et 220 ch environ. Les batteries ont des capacités avoisinant les 60 et 90 kWh.
La longueur de ce SUV est de 4,47 m et son empattement d'environ 2,80 m.